# Floresta
För andra betydelser, se Floresta (olika betydelser).
Floresta är en stad och kommun i storstadsregionen Messina, innan 2015 i provinsen Messina, i Sicilien i Italien. Kommunen hade 469 invånare (2017). och ligger ungefär 140 km öst om Palermo och omkring 60 km sydväst om Messina. Floresta gränsar till kommunerna Montalbano Elicona, Raccuja, Randazzo, Santa Domenica Vittoria, Tortorici samt Ucria.